# 法国战列巡洋舰提案
在第一次世界大战于1914年爆发前的几年里，法国海军考虑了几项有关战列巡洋舰的提案。为此，海军方面发布了战列巡洋舰设计规范，以完成1920年前建造的28艘主力舰的一部分。共有三份设计方案于1913年完成，一份由皮埃尔·吉尔（Pierre Gille）设计，另外两份由迪朗-维耶尔设计。这三份设计都与当时的战列舰的设计，特别是诺曼底级战列舰相似，它引入了四联装炮塔作为主炮，三种方案均采用了这种设计。前两个设计使用了所有法国超无畏舰上同样使用的340（13.4英寸）火炮，而第三个设计案则采用了威力更强大的370（14.6英寸）火炮。尽管设计研究已经完成，但法国海军在战争开始前并未授权或开始建造任何战列巡洋舰。

## 背景
在1912年3月30日的《海军法案》中，法国海军要求在1920年前建造共计20艘主力舰。技术部门随后发布了一套对于战列巡洋舰设计来说相对模糊的要求。要求规定舰只的排水量为28,000公噸（28,000長噸；31,000短噸），速度为27節（50每小時；31英里每小時），武器装备为8门340（13.4英寸）火炮，船员不超过1,200名军官和士兵。这些设计数据与当时正在建造的英国狮级战列巡洋舰非常相似。此后有许多提案被提交给技术部门，但只有两个方案得到了进一步评估。第一个方案是由负责监督诺曼底级战列舰“法兰德斯”号建造的海军工程师皮埃尔·吉尔制定的，第二份是由当时的海军学院学生迪朗-维耶尔中尉制定的。由于这些提案只是设计研究，因此均未获得授权，也没有开始建造任何舰只。而第一次世界大战的爆发使得工业资源被用于更紧迫的战争需求，导致如诺曼底级和里昂级战列舰的建造也被取消。

## 吉尔的设计
1911年，吉尔去英国观摩新型俄里翁级战列舰和狮级战列巡洋舰的建造。后者促使吉尔决定法国海军也应该开始建造战列巡洋舰，因为此时的英国和德国已经开始采购战列巡洋舰，而且这些舰只将作为法国舰队的一支快速舰队发挥作用。吉尔认为，他提案中的舰只最高速度需要达到28至29節（52至54每小時；32至33英里每小時），以保持对外国战舰的优势，后者中最新的设计估计速度为22至23節（41至43每小時；25至26英里每小時）。这些舰船还需要足够的装甲和足够强大的主炮来进行战列线作战。然而，由于设计上吨位的限制，装甲方案也受到了限制，无法采用法国传统上对船体整个侧面进行装甲覆盖的做法。

### 特征

诺曼底级的设计插图；吉尔的战列巡洋舰设计与本级舰非常相似，但中央炮塔进一步向后移动，以腾出空间安装更大的推进系统

吉尔的战列巡洋舰设计排水量为28,247公噸（27,801長噸；31,137短噸），舰体垂线间长205（673英尺），舷宽27米（88英尺7英寸），平均吃水深9.03米（29英尺8英寸）。舰艏的干舷高度为7.15米（23英尺5英寸），舰艉为4.65米（15.3英尺）。在设计过程中，舰船的舰体线型在水槽试验中被证明具有很高的效率。由于舰首和舰尾的主炮塔重量极大，因此必须加强舰体以承受压力。设计中加入了非常强的纵向支撑，并加厚舰体的内外部蒙皮以增强支撑。舰只预期的稳心高度为1.03米（3英尺5英寸），与英国的狮级战列巡洋舰相当。每艘舰船预计配备有41名军官和1,258名水手。
这些战列巡洋舰将配备四组蒸汽涡轮机，额定功率为80,000匹軸馬力（60,000千瓦特），由52台贝尔维尔燃煤锅炉提供动力。每个螺旋桨轴都连接到一个高压涡轮、一个中压齿轮涡轮和一个低压涡轮用于正向航行，以及一个直接驱动涡轮用于倒车航行。舰船的最高速度为28節。这些舰艇将配备2,833公噸（2,788長噸；3,123短噸）煤炭和630公噸（620長噸；690短噸）燃油用于辅助燃烧。在最高速度下，这些军舰可以续航1,660海里（3,070；1,910英里）；以20.3節（37.6每小時；23.4英里每小時）航行时，续航里程增加至4,240海里（7,850；4,880英里），更经济的15節（28每小時；17英里每小時）航速航行时，续航里程可以进一步增加至6,300海里（11,700；7,200英里）。
这种设计案的主炮为安装在三座四联装炮塔中的12门340毫米/45型1912型炮，与当时法国诺曼底级战列舰相同。一座炮塔位于舰桥前方，另外两座炮塔以背负式排列在舰桥后方的中心线上。这些火炮的射程为16,000（17,000碼），射速为每分钟两发。炮弹为重540（1,190英磅）的穿甲弹，炮口速初为800每秒（2,600英尺每秒）。方案计划在炮廓内安装24门138.6毫米/55 1910型火炮作为副炮，用于防御鱼雷艇的攻击。这些火炮发射36.5（80磅）的炮弹，炮口初速为830每秒（2,700英尺每秒）。武器系统还包括六具口径未定的鱼雷发射管，全部安装在水下。
保护舰体中部的主装甲带和主炮塔的装甲厚度为270（10.6英寸），下层装甲甲板厚度为20（0.79英寸），斜坡侧面装甲板厚度为50（2.0英寸）。炮廓炮身由180（7.1英寸）的钢制装甲保护。此外这种舰只还配备了20毫米厚的鱼雷舱壁。

## 迪朗-维耶尔的设计
1913年，法国海军学院让几名学生提交了一些快速主力舰的设计研究。这个课题要求舰船的排水量限制在27,500公噸（27,100長噸；30,300短噸）以内；所有学生都选择设计快速或慢速战列舰，只有中尉迪朗-维耶尔例外，他选择设计一种战列巡洋舰。迪朗-维耶尔起草了两份设计案，并于1914年6月接受了总参谋部的评估。他希望自己设计的舰船能够成为战斗舰队的快速分队，能够包围敌方舰队；与吉尔的设计一样，迪朗-维耶尔的设计案需要重型武器和装甲，才能使其与战列舰交战。

### 设计案“A”特点
迪朗-维耶尔的第一份战列巡洋舰设计案“A”，排水量为27,500公噸（27,100長噸；30,300短噸）。舰体水线长210（690英尺），水线处宽27米（89英尺），平均吃水深8.7米（29英尺）。这些舰船将配备四组额定功率为74,000匹軸馬力（55,000千瓦特）的直接驱动涡轮机，由燃烧煤和燃油的24台双端贝尔维尔锅炉提供动力。这一设计案的最高设计速度为27節（50每小時；31英里每小時）。随舰将配备1,810公噸（1,780長噸；2,000短噸）煤和1,050公噸（1,030長噸；1,160短噸）燃油。以16節（30每小時；18英里每小時）航行时，这一设计案的舰艇可以续航3,500海里（6,500；4,000英里），此外还有足够的燃料额外支持六个小时战斗速度航行。
这一设计案的主炮与同时期法国诺曼底级战列舰的武器相同，为安装在两座四联装炮塔中的8门340毫米/45型1912型炮。两座炮塔均位于舰体的中心线上。设计案还计划在炮廓内安装24门138.6毫米/55 1910型火炮作为副炮，用于防御鱼雷艇的攻击。此外，还计划装备四门47（1.9英寸）礼炮。武器装备还包括4具450（18英寸）鱼雷发射管，全部安装在水下。舰舯部的主装甲带厚度为280（11英寸），比诺曼底级战列舰上的装甲带略薄。设计案其余部分的装甲与诺曼底级非常相似。

### 设计案“B”特点
迪朗-维耶尔的第二份战列巡洋舰设计案“B”的排水量与第一份设计案相同。但由于主炮重量的增加而减少了副炮的装甲防护，并改进了舰船的推进系统性能。舰体水线长208（682英尺），水线处宽27英尺，平均吃水深8.7米。这份设计案提供了两种发动机系统：第一种是四台直驱涡轮机，额定功率为63,000匹軸馬力（47,000千瓦特），另一种则是四台额定功率为80,000匹軸馬力（60,000千瓦特）。蒸汽由18台贝尔维尔锅炉提供，其中10台既烧煤又烧油，8台仅烧油。第一种发动机系统的最高设计速度为26節（48每小時；30英里每小時），第二种则为27节。舰船的燃料供给与设计案“A”相同，并具有相同的作战半径。
这一设计案的主炮为8门安装在两座四联装炮塔中的370（15英寸）火炮。两座炮塔均位于舰体的中心线上。这种火炮发射880（1,940英磅）的炮弹，能够在12,700米（41,700英尺）的射程内穿透300（12英寸）的装甲板。该设计案还计划在炮廓内安装28门新型半自动138.6毫米火炮用于防御鱼雷艇的攻击。此外还计划装备4门47毫米礼炮。武器装备还包括4具450（18英寸）鱼雷发射管，全部安装在水下。装甲系统与设计案“A”的设计完全相同。

## 脚注
1. 1 2 3 4 5 6 7 8 9 10  Gardiner & Gray (1985)，第200頁.
2. ↑  Le Masson (1985)，第150頁.
3. ↑  Jordan & Caresse (2017)，第207–208頁.
4. ↑  Le Masson (1985)，第150–151頁.
5. 1 2 3 4 5 6  Le Masson (1985)，第152頁.
6. ↑  Friedman (2011)，第207頁.
7. ↑  Friedman (2011)，第225頁.
8. ↑  Le Masson (1985)，第152, 155頁.
9. ↑  Le Masson (1985)，第154頁.
10. ↑  Le Masson (1985)，第152–155頁.
11. 1 2  Le Masson (1985)，第154–155頁.